# Krokavan, Jämtland
Krokavan är en sjö i Bergs kommun och Åre kommun i Jämtland och ingår i Indalsälvens huvudavrinningsområde. Sjön har en area på 0,19 kvadratkilometer och ligger 752,6 meter över havet. Sjön avvattnas av vattendraget Dammån (Storån).

## Delavrinningsområde
Krokavan ingår i det delavrinningsområde (699907-138430) som SMHI kallar för Inloppet i Krokavan. Medelhöjden är 769 meter över havet och ytan är 1,6 kvadratkilometer. Räknas de 30 avrinningsområdena uppströms in blir den ackumulerade arean 163,67 kvadratkilometer. Dammån (Storån) som avvattnar avrinningsområdet har biflödesordning 2, vilket innebär att vattnet flödar genom totalt 2 vattendrag innan det når havet efter 330 kilometer. Avrinningsområdet består mestadels av skog (88 procent). Avrinningsområdet har 0,19 kvadratkilometer vattenytor vilket ger det en sjöprocent på 11,9 procent.